# Монтальто-Уффуго
Монтальто-Уффуго (итал. Montalto Uffugo) — город в Италии, располагается в регионе Калабрия, подчиняется административному центру Козенца.
Население составляет 17 258 человек, плотность населения составляет 221 чел./км². Занимает площадь 78 км². Почтовый индекс — 87046. Телефонный код — 0984.
Покровительницей коммуны почитается Пресвятая Богородица (Madonna della Serra), празднование 12 февраля.